# بورس اوراق بهادار ارمنستان
بورس اوراق بهادار ارمنستان (ارمنی: Հայաստանի ֆոնդային բորսա)یا با نام پیشین NASDAQ OMX ارمنستان، تنها بورس اوراق بهادار است که در حال حاضر در ارمنستان فعالیت می‌کند و در شهر در ایروان واقع شده‌است. مرجع نظارتی ایالتی بورس اوراق بهادار و بازار اوراق بهادار ارمنستان، بانک مرکزی ارمنستان (CBA) است. ابزارهایی که در حال حاضر در این بورس معامله می‌شوند شامل سهام، اوراق قرضه شرکتی، اوراق قرضه دولتی، ارز، سواپ و قرارداد بازخرید (توافق‌نامه خرید مجدد) در اوراق بهادار شرکتی است.